# Palau de Castel Gandolfo
El Palau de Castel Gandolfo (en italià: Palazzo Pontificio di Castel Gandolfo o Palazzo Apostolico di Castel Gandolfo) és un museu que pertany a l'església catòlica i antigament era una residència papal suburbana. Es troba a l'interior de la zona extraterritorial de les viles pontifícies de Castel Gandolfo, als Montes Albanos, uns vint quilòmetres al sud de Roma.
L'extraterritorialitat de les viles pontifícies, freqüentades pels papes durant les vacances des de l'època d'Urbà VIII, va ser reconeguda als Pactes de Laterà de 1929. Els pontífexs solien traslladar-se a Castel Gandolfo almenys una vegada a l'any, a l'estiu. El palau és part integrant de la zona de les viles pontifícies, que té una superfície de més de cinquanta-cinc hectàrees.

## Història
Comprat per la Cambra Apostòlica al juliol de 1596 i incorporat com a patrimoni inalienable de la Santa Seu el 27 de maig de 1604, el territori de Castel Gandolfo va ser triat com a lloc on passar les vacances per molts papes a partir d'Urbà VIII, qui, poc després de la seva elecció com a pontífex (1623), va emprendre la construcció d'un edifici a la parcel·la de la vil·la romana de l'emperador Domicià, probablement construïda al seu torn sobre l'acròpolis de l'antiga Alba Longa.
El projecte del palau pontifici (el suburbano recesso, com es deia llavors) es va encarregar a Carlo Maderno, que el va realitzar amb l'ajut dels seus assistents Bartolomeo Breccioli i Domenico Castelli (1629). Encara que va ser el promotor de la seva construcció, Urbà VIII mai va viure en aquest palau, preferint residir a la propera Vila Barberini, que pertanyia al seu nebot Taddeo Barberini. El primer pontífex que va ser de vacances allà va ser Alexandre VII, que va completar la façana principal i l'ala occidental del palau, obres en què va treballar Gian Lorenzo Bernini.
Abandonada durant aproximadament un segle, la vila de Castel Gandolfo va tornar a ser freqüentada al segle xviii pel papa Benet XIV, que la va remodelar aportant algunes modificacions i noves decoracions. El mateix va fer Clement XIV, que va comprar a més la limítrofa Vlla Cybo (1773) ampliant el jardí originari d'Urbà VIII i convertint-lo en un parc. Ocupada i danyada greument per les tropes napoleòniques, va ser restaurada per Pius VII i Pius VIII. A continuació va ser usada com a residència estiuenca per Gregori XVI i posteriorment, almenys fins a 1870, per Pius IX; tots dos pontífexs van aportar més millores a l'edifici. No obstant això, a partir de 1870, després del final dels Estats Pontificis, va ser abandonada pels papes, igual que totes les altres residències que posseïen fora de Roma, per «tancar-se» al Vaticà com a signe de protesta contra l'Estat italià.

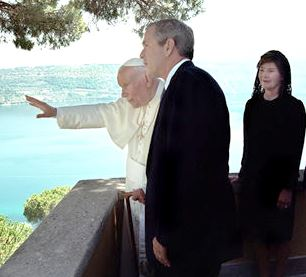
El president dels Estats Units George Bush i la seva esposa Laura amb el papa Joan Pau II en una visita a Castel Gandolfo el 23 de juliol del 2001.

En 1929, després de la creació de l'Estat de la Ciutat del Vaticà, les viles papals de Castel Gandolfo (a les quals es va afegir la propera Vila Barberini) van ser declarades domini extraterritorial pontifici i amb Pius XI el palau de Castel Gandolfo va tornar a ser la residència estiuenca dels papes. Pius XI va fer també que l'arquitecte Giuseppe Momo connectés les tres propietats, contigües, però dividides per carrers públics, mitjançant una lògia que unia el palau amb la Vila Cybo i un passadís elevat que comunicava el jardí d'aquesta última amb el de la Vila Barberini. El 1934, a més, aquest mateix pontífex va col·locar a l'última planta del Palau Apostòlic, sota la torre, la seu de l'Observatori Vaticà. Gràcies a la compra d'alguns terrenys situats cap a Albano Laziale, es va poder instal·lar aquí una petita hisenda agrícola, de manera que el conjunt de les propietats pontifícies de Castel Gandolfo, totes elles connectades entre si, constitueix avui un únic gran parc, l'extensió del qual (cinquanta-cinc hectàrees) és superior a la del mateix Vaticà.
Al palau s'han produït, el 1958 i 1978, les morts de dos papes, Pius XII i Pau VI, respectivament.
A continuació, el palau va ser utilitzat habitualment pels papes com a residència en les seves èpoques de descans, tant que Joan Pau II va definir Castel Gandolfo com el Vaticano Due o Vaticà Dos; en aquestes ocasions es recitava l'àngelus a l'interior del pati. El 2010 es va celebrar per primera vegada a la història a Castel Gandolfo l'audiència general a la plaça exterior. Des del 28 de febrer fins al 2 de maig del 2013 va residir aquí temporalment Benet XVI després de renunciar al ministeri petrí.
Des d'abril del 2014, juntament amb onze immobles més, va obtenir el privilegi d'extraterritorialitat i l'exempció d'expropriacions i impostos. El 21 d'octubre del 2016, per decisió del papa Francesc, el palau va deixar de ser una residència papal estiuenca i es va convertir en un museu.

## Descripció

### El palau
Sobre la façana del palau hi ha tres epígrafs que recorden l'obra d'altres papes, en ordre cronològic, Pau V, Urbà VIII i Alexandre VII:
| « | Urbà VIII Papa anivellades les galeries i les altres [necessitats] per a ús de la vila arreglades la residència suburbana dels pontífexs va fundar l'any del Senyor de 1629 setè del seu pontificat | URBANUS VIII PONTIFEX MAXIMUS SEMITIS COMPLANATIS COETERISQUE AD USUM VILLAE COMPARATIS SUBURBANAS AEDES COMMODITATI PONTIFICUM EXTRUXIT ANNO DOMINI MDCXXIX PONTIFICATUS VII | » |

| « | Alexandre VII papa la residència d'Urbà VIII per reconfortar l'ànima i el cos en la breu estada amb la salubritat i la serenitat del cel i del sol va ampliar i millorar l'any 1660 | ALEXANDER VII PONTIFEX MAXIMUS AEDES AB URBANO VIII OB COELI SOLIQUE SALUBRITATEM AMOENITATEMQUE ANIMO CORPORIQUE BREVI SECESSI REFICIENDIS POSITAS AMPLIAVIT INSTRUXIT ABSOLVIT ANNO MDCLX | » |

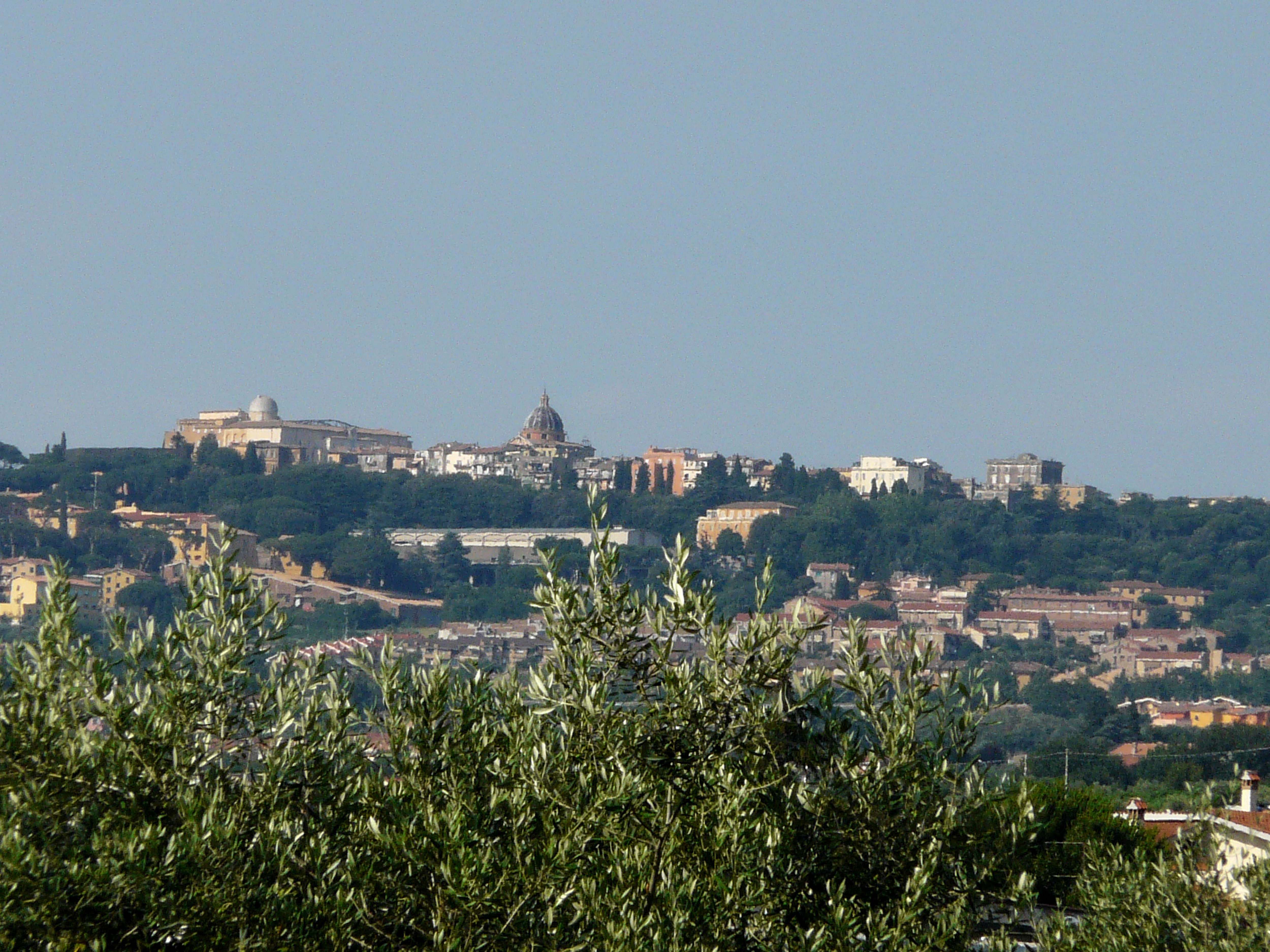
Panorama de Castel Gandolfo i del complex de les Ville da Cancelliera, localitat de la fracció Cecchina d'Albano Laziale.

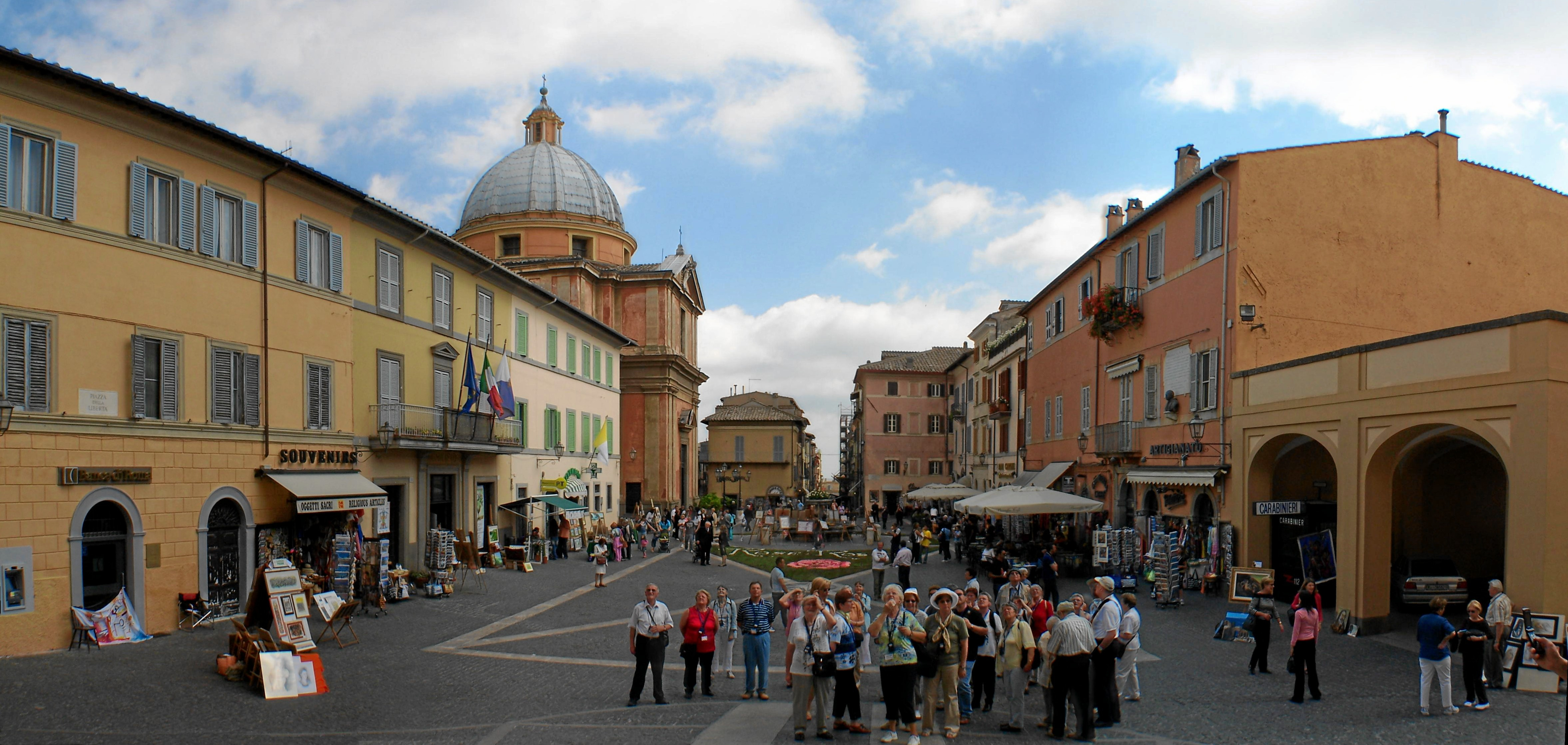
La Piazza della Libertà vista des del portal del Palau Pontifici.

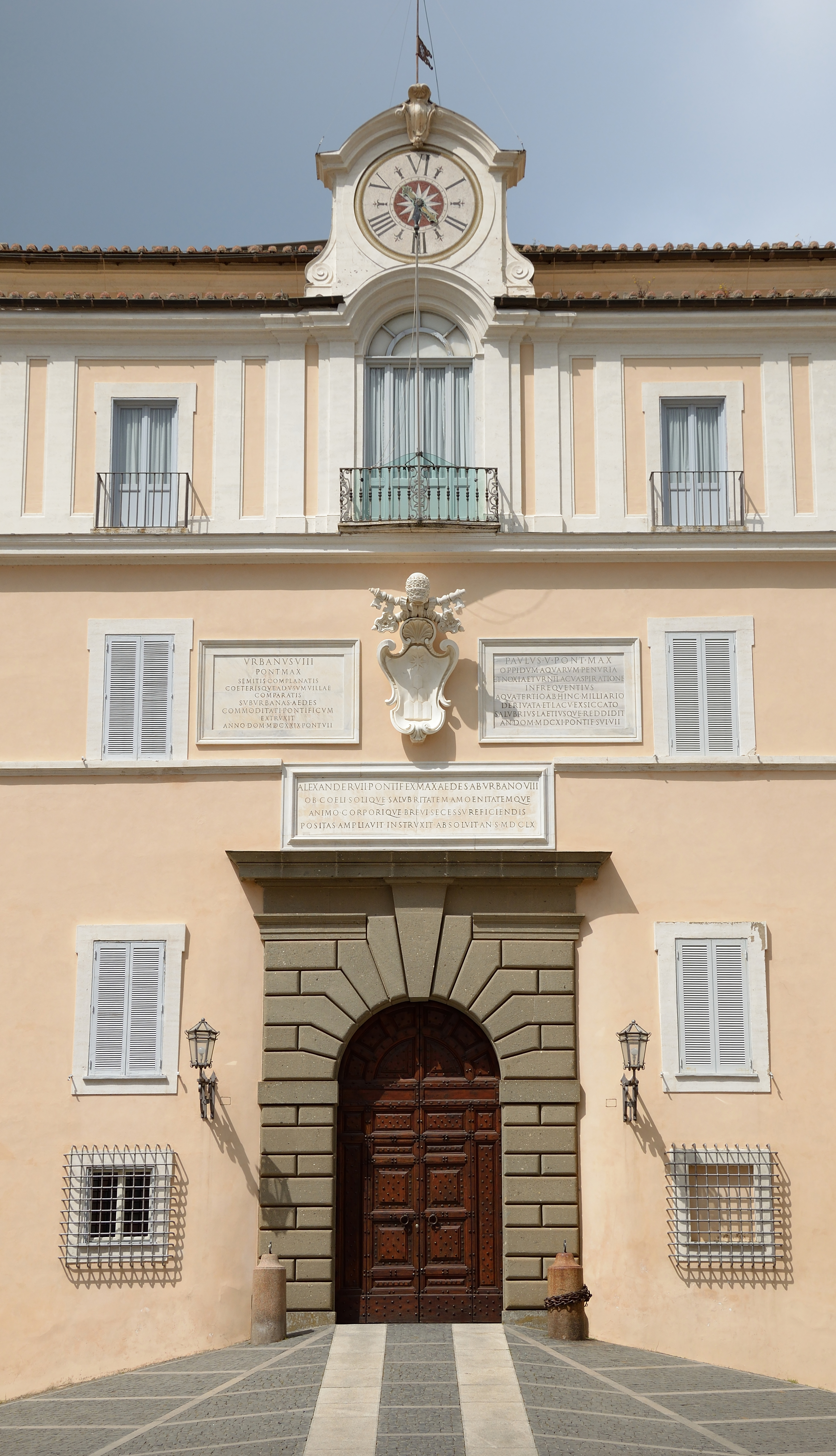
Entrada

Des del pati de les audiències, l'escala d'honor condueix al piano nobile del palau. Les sales estan disposades segons l'ordre jeràrquic del cerimonial vaticà, seguint l'esquema de la Segona Lògia del Palau Apostòlic Vaticà. La primera sala és el Saló dels Suïssos, o dels Alemanys, destinada antigament al cos de guàrdia (igual que el Saló dels Coraceros del Palau del Quirinal). Fins a les restauracions de Pius XI als anys trenta del segle XX aquesta habitació estava dividida en dues per quatre columnes, i sobre el paviment originari podien veure's marques i escrits deixats per les alabardes de la Guàrdia Suïssa Pontifícia. Actualment la sala està decorada amb un alt relleu del Descendiment de la creu i amb una Verge del segle xviii de Domenico Corvi.

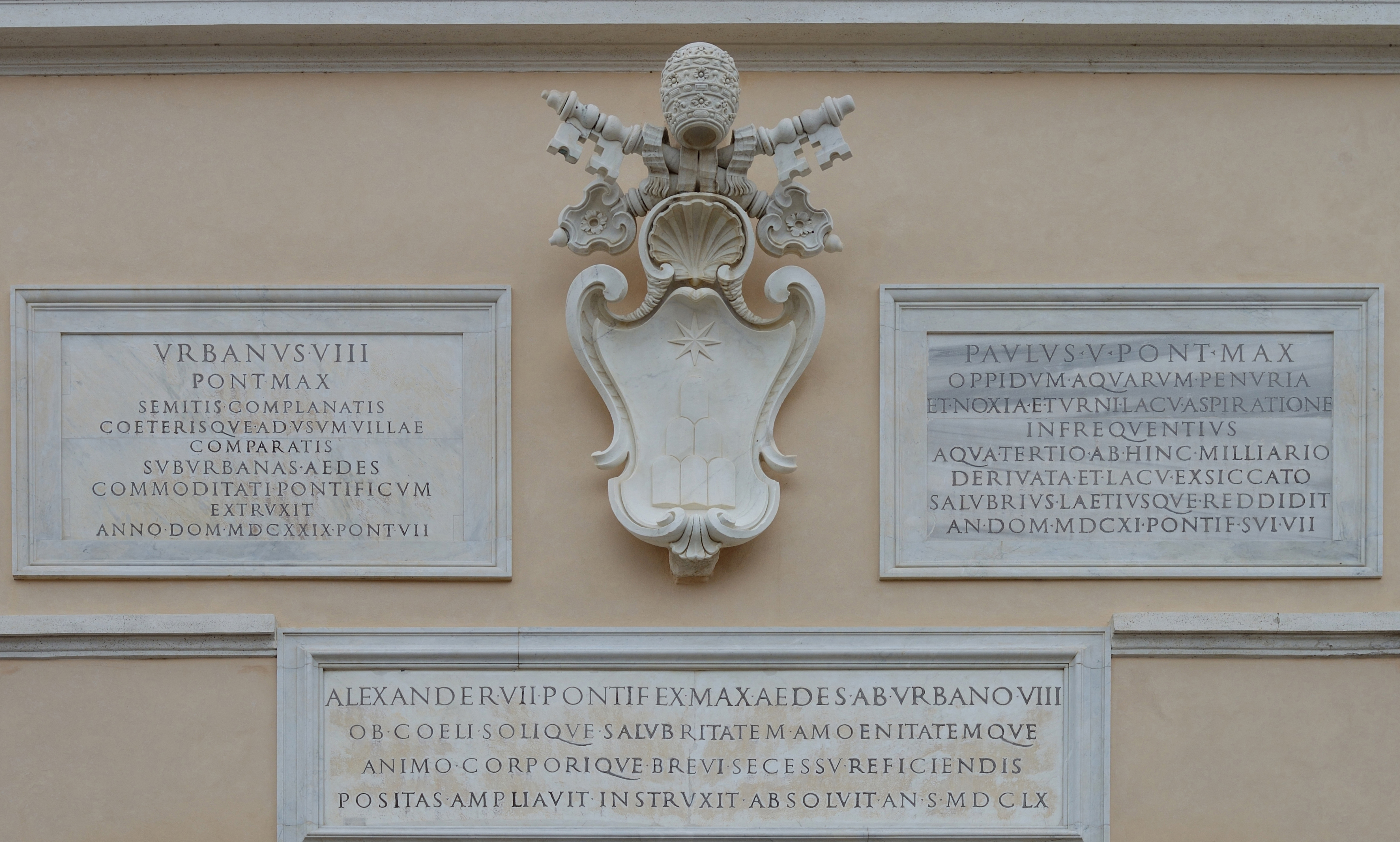
Escut papal i inscripcions a la façana.

Segueixen la Sala dels Palafreners, que alberga els Sediaris Pontificis, i la dels Guàrdies Nobles, que conté records de la presència de Pius IX. La següent és la Sala dels Camarlencs de Capa i Espasa, que alberga còpies de quadres de Bartolomé Esteban Murillo i Guido Reni. A la posterior Sala dei Bussolanti hi ha una còpia de la butlla del concordat de Fontainebleau de 1801 i retrats de Pius VII i del seu secretari d'Estat Ercole Consalvi realitzats per Jean-Baptiste Wicar. Segueixen la Sala del Tron, que data de l'època d'Innocenci X, i la Sala del Consistori, feta decorar per Pius IX amb una tapisseria damascada i un paviment de marbres policroms: actualment acull dos tapissos de la cèlebre manufactura de Gobelins de Brussel·les, que representen la fugida de la Sagrada Família a Egipte.
Posteriorment, hi ha la Galeria de Benet XIV, ampliació feta construir per Alexandre VII però decorada al segle xviii amb pintures a gouache de Pier Leone Ghezzi. Des d'allà podeu accedir a la Capella Papal d'Urbà VIII, una de les habitacions més antigues del palau, decorada amb frescos per Simone Lagi i estucada pels germans Zuccari.
Segueixen les estances de l'apartament privat del papa: l'Antesala, amb una Mare de Déu de Carlo Dolci; l'Estudi, remodelat sota Pius XI, que té quadres de Dolci i de Paolo Veronese i un escriptori amb l'escut de Pius VII; el Menjador de Clement XIV, decorat per Angeloni i Cristoforo Unterberger; el Dormitori; la capella privada, construïda per ordres de Pius XI, que té una còpia de la Verge Negra de Częstochowa i quadres del pintor polonès Rosen, records de l'època en què aquest papa va ser nunci apostòlic a Polònia. Completen l'apartament el Cambra de Bany, amb fragments de frescos medievals de l'antic castell dels Gandolfi i els Savelli; l'Habitació del Scopatore Segreto i la Sala del Majordom, decorada amb frescos que representen bodegons de Salvator Rosa.
Conclouen la descripció del Palau Pontifici el Saló del Billar o del Buffet, d'uns trenta metres de longitud, antigament dedicat als passatemps de la cort pontifícia i posteriorment usat com a menjador, que allotja dos frescos d'un anònim pintor del segle xviii que representen les passejades de Clement XIV a la propera Vila Cybo. Finalment, l'apartament del cardenal secretari d'Estat va ser moblat amb mobles xinesos, que daten de 1747, durant el papat de Benet XIV.